# Ochotona thibetana
Ochotona thibetana är en däggdjursart som först beskrevs av Milne-Edwards 1871.  Ochotona thibetana ingår i släktet Ochotona och familjen pipharar (Ochotonidae). Internationella naturvårdsunionen kategoriserar arten globalt som livskraftig.
Arten når en kroppslängd av 14 till 18 cm och saknar svans. Den har 2,4 till 3,2 cm långa bakfötter, 1,7 till 2,3 cm stora öron och en vikt av 75 till 135 g. Pälsen på ovansidan har under de varma årstiderna en varierande färg som bland annat kan vara sandbrun, rödbrun eller spräcklig mörkbrun. Sommarpälsen på undersidan är ljus gråaktig eller grågul. Kännetecknande är ett ljusbrunt tvärgående band på strupen. Under hösten blir ovansidans päls oftast ljusare. Pipharens avrundade öron är mörkbruna förutom kanten som är vit. Bakom varje öra förekommer en ljusbrun fläck.
Denna piphare förekommer i Tibet och i andra sydliga kinesiska provinser samt i angränsande områden av Nepal, Bhutan, Indien och Myanmar. Arten vistas i bergstrakter i regioner som ligger 1800 till 4100 meter över havet. Habitatet utgörs av skogar och buskskogar med arter av rododendronsläktet och bambu. Ochotona thibetana föredrar ett halvt öppet landskap, alltså gläntor i skogar respektive närheten till buskar i gräsmarker.
Individerna äter olika växtdelar och skapar bon av hö. Mellan april och juli har honan en kull med en till fem ungar. Ochotona thibetana blir 14 till 18 cm lång.

## Underarter
Arten delas in i följande underarter:
- O. t. thibetana
- O. t. nangqenica
- O. t. osgoodi
- O. t. sacraria
- O. t. sikimaria